# آنساب رکوردز
آنساب رکوردز (انگلیسی: Unsub Records) (با عنوان اصلی متامورفوسیس میوزیک Metamorphosis Music) یک ناشر موسیقی آمریکایی مستقر در لس آنجلس، کالیفرنیا متعلق به گروه کپیتال میوزیک است که در سال ۲۰۱۴ توسط کیتی پری ایجاد گردید.